# Liste der Monuments historiques in Beaugies-sous-Bois
Die Liste der Monuments historiques in Beaugies-sous-Bois führt die Monuments historiques in der französischen Gemeinde Beaugies-sous-Bois auf.

## Liste der Objekte
| Bezeichnung          | Beschreibung             | Standort                        | Kennzeichnung | Schutzstatus | Datum | Bild |
| -------------------- | ------------------------ | ------------------------------- | ------------- | ------------ | ----- | ---- |
| Bodenfliesen im Chor | Keramik, 16. Jahrhundert | in der Kirche Notre-Dame (Lage) | PM60000081    | Classé       | 1913  |      |